# Pablo Presbere
Pablo Presbere   (1670 - Cartago, 1710) (originalment Pabru Presbere) va ser un rei indígena de la comunitat de Suinse, a Costa Rica.
Se'l recorda perquè va ser el cap indígena que va liderar la insurrecció aborigen de Tierra Adentro contra les autoritats espanyoles el 29 de setembre de 1709, en el transcurs de la qual van ser assassinats diversos frares i soldats, i es van incendiar catorze temples erigits pels missioners. A la rebel·lió el van recolzar tots els indígenes de Costa Rica, a excepció dels viceites, i va permetre als aborígens recobrar el control del territori de Talamanca, que es va convertir a zona de refugi durant l'època colonial de Costa Rica.
Se'l va conèixer com «el guerrer més temut de Talamanca».

## Etimologia del seu nom
Algunes versions modernes diuen que el seu nom veritable era Pabru Presberi, paraules provinents de l'idioma bribri.
La paraula Pa-bru significa «cap dels lapes», això perquè el guacamai roig alagroc (també conegut com a lapa vermella) era una au molt important als funerals dels personatges importants entre els bribris, ja que el seu plomatge i el consum ritual de la seva carn tindria un significat màgic religiós.
Presberi vindria de pres, «lloc d'aigües salabroses», mentre que bere, bri o beri es refereix als llocs per on corren les aigües a l'hivern. La paraula bere o bri és un sufix molt utilitzat en el llenguatge bribri per denotar zones escarpades: Bribritka (la nació dels bribris), Amubre (Amubri), Kachabri, Pumbre, etc. D'aquesta manera, la paraula Presbere tindria a veure amb el lloc de naixement o on provenia Pabru Presbere, específicament d'una gorga propera al riu Tswi'tsi (Suinse), que significa «esquena d'armadillo». Pabru Presberi significaria, doncs, «el cap dels lapes que ve del lloc on corren les aigües salobres».

## Biografia
Segons hipòtesis de l'antropòleg i historiador Claudio Barrantes, Presbere va ser un cap bribri del riu Coén, específicament del lloc anomenat Suinse, regió vinculada més a activitats de caràcter màgic que a la guerra. El temor que infonia Pablo Presbere s'explicaria més per la seva relació amb el kapà (màxima autoritat, senyor), terme molt formal per referir-se a grans autoritats del món mitològic però amb característiques humanes, i també és el nom que se li dona als sacerdots. Presbere hauria estat un usékar, màxim líder religiós a qui s'atribueixen poders sobrenaturals, no així un guerrer, circumstància que el va convertir en líder d'una gran rebel·lió planificada que va unificar els indígenes talamanquenys, ja que cabécars, bribris i teribes en general mantenien diferències entre ells.
En una carta dels frares franciscans Pablo de Rebullida i Antonio de Zamora es consigna que, en una entrada d'aquests religiosos acompanyats de soldats a Talamanca l'any 1706, el cacic de Suinse havia refusat a batejar-se i havia mostrat gran oposició als missioners, fins que, probablement per por dels soldats o per guanyar temps mentre madurava la seva rebel·lió, havia acceptat el baptisme amb el nom de Pablo, nom escollit a partir de l'original d'aquest líder: Pabru.

## La rebel·lió
El motiu de l'aixecament indígena de 1709 va ser la intercepció, per part de Presbere, d'una carta que ordenava l'expulsió dels indis talamanquenys de les seves terres i el seu trasllat per la força als pobles de Boruca, Chirripo i Teotique. Reunits en secret a Suinse amb el cap dels cabécars, Comesala, tots dos caps van organitzar en silenci l'arsenal de llances fetes de fusta endurida i escuts de cuir.
El 28 de setembre de 1709, sota el comandament d'un grup de cabécars i teribes, i aliat amb el cap de cabécar Comesala, Presbere va atacar el convent de San Bartolomé de Urinama, on van matar fra Pablo de Rebullida (que feia 15 anys que vivia a Talamanca i parlava set llengües indígenes) i dos soldats. Rebullida va morir d'un cop de llança i el seu cadàver va ser decapitat, perquè entre aquests indígenes apropiar-se del cap d'un enemic significava apropiar-se dels poders que aquest tenia en vida. Després d'atacar Urinama, l'exèrcit de Presbere va anar cap a Chirripó, on va morir un altre frare, Antonio de Zamora, dos soldats, una dona i el seu fill, així com alguns acòlits indígenes dels frares. Van continuar el seu camí cap a Cabécar, on van morir cinc soldats espanyols, mentre que els divuit restants van fugir cap a Tuis, a dotze llegües de Cartago, on van intentar resistir, però després van optar per continuar cap a Cartago. Els indis en armes van cremar catorze esglésies fundades pels missioners, els convents i les cases de la ciutat, i van destruir les imatges i objectes sagrats dels frares, perquè eren símbol de l'amenaça que representaven per al seu ordre tradicional.

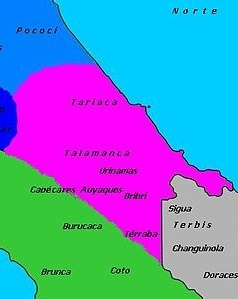
Territori de Talamanca (lila)
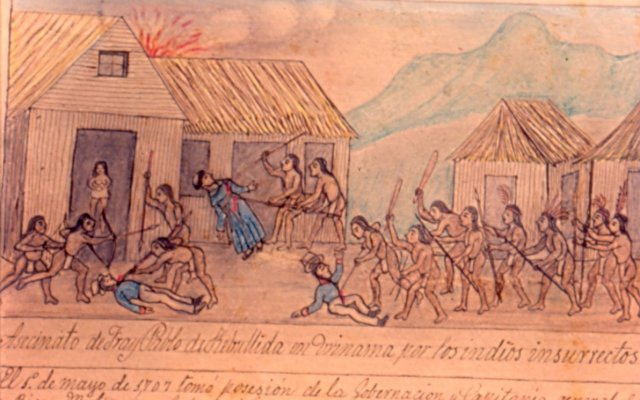
Pablo Presbere assalta el poble de San Bartolomé de Urinama, on moren el frare Pablo de Rebullida i dos soldats espanyols. La Rebelión de Pablo Presbere, Álbum de Figueroa, 1890

Les autoritats de Cartago van decidir dur a terme una expedició de càstig. El governador i capità general de la província de Costa Rica, Lorenzo Antonio de Granda y Balbín, va demanar a l'Audiència de Guatemala l'enviament de 75 armes de foc, cent ganivets, 800 lliures de pólvora, 4 mil bales i 4 mil pesos. Es va organitzar a Cartago, el febrer de 1710, un exèrcit de 200 homes que va atacar Talamanca per dos flancs, fent servir la vila de San José Cabécar com a quarter general. Presbere va anar a refugiar-se al poble de Viceita amb tota la seva gent, i després d'una dura baralla, finalment els viceites es van veure obligats a lliurar-lo. Presbere va ser capturat, els caps indígenes de Talamanca Siruro, Bocri, Iruscara, Bettuqui i Dapari, i 700 indígenes, després d'un mes de recerca per les muntanyes. L'altre líder de la revolta, Comesala, va aconseguir escapar.
Del total dels 700 indis capturats, per al seu ús com a esclaus, en arribar a Cartago la xifra era de 500, mentre que 200 van morir durant el viatge o van fugir. Nou anys després de la seva captura, el governador de Costa Rica va informar que d'aquests 500, 300 havien mort a causa de la verola i el xarampió.

## Judici i execució

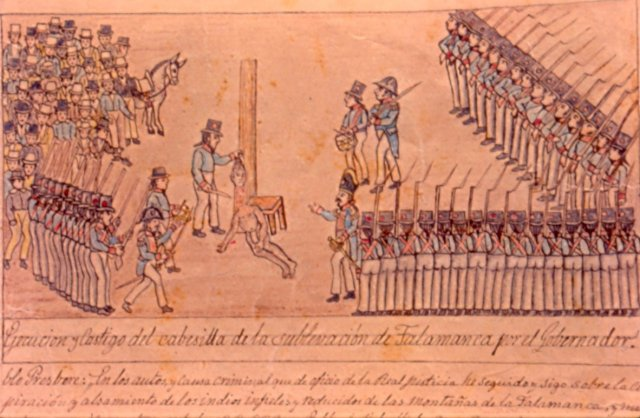
Execució de Pablo Presbere en Cartago el 4 de juliol de 1710. La Rebelión de Pablo Presbere, Álbum de Figueroa, 1890

A Cartago, Presbere i els altres líders indígenes van ser sotmesos a judici pel governador Lorenzo Antonio de Granda y Balbín. Al judici, Presbere no va admetre cap responsabilitat en la revolta i va afirmar que es trobava en un altre poble quan van passar els fets. Es va negar a delatar cap dels seus companys de lluita. Per contra, els altres indígenes processats el van assenyalar com a cabdill de la insurrecció. Els documents consignen el comportament altiu. Va donar el seu testimoniatge en la seva llengua nativa, el bribri, ja que no parlava castellà. Com a justificació de la rebel·lió, va dir que havia estat informat que els frares escrivien cartes demanant soldats per expulsar els indígenes dels seus pobles.
L'1 de juliol de 1710 Presbere va ser sentenciat a morir arcabusejat, ja que Costa Rica no comptava amb botxí per aplicar el «garrot vil», la qual consistia que al pres se li asseia en una cadira per aplicar-li un torniquet al coll al qual se li girava lentament. Se li va atribuir el càrrec de «rebel·lia al Rei».
La sentència diu així: 
| « | Comdemna al dit Pablo Presbere, per la qual cosa contra ell està provat, no obstant, de la negativa que té feta en la seva confessió, que sigui tret de l'habitació on el tinc pres i posat sobre una xalma i portat per les carrers públics d'aquesta ciutat amb veu de pregoner que digui i declari el seu delicte, i extramurs d'ella, arrambat a un pal, embenat els ulls, 'ad módum deli' sigui arcabuscejat, atent a no haver-hi botxí que sàpiga donar garrot; i tan bon punt sigui mort li sigui tallat el cap i posat enlaire que tots el vegin en aquest pal. | » |

L'execució de Pablo Presbere es va efectuar el 4 de juliol de 1710. Tenia aproximadament 40 anys.

## Llegat

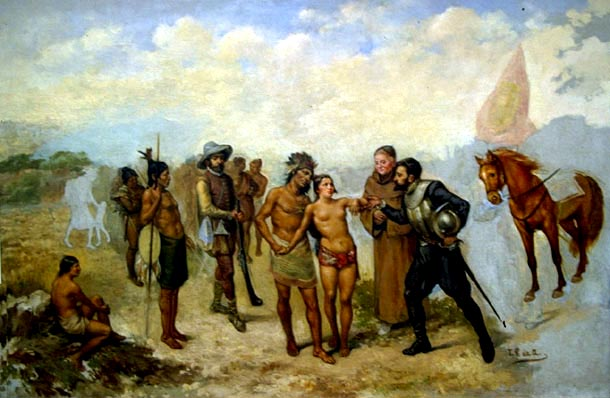
El rescat de Dulcehe, de Tomás Povedano de Arcos, mostra un clar exemple del sincretisme cultural que es va donar des de la colonització espanyola, procés que al final va derivar en una gran reducció de la influència indígena al país

Després de la insurrecció de Pablo Presbere, els indígenes de Talamanca van reforçar la seva identitat i domini en aquest territori, incrementant la seva funció com a zona de refugi per als aborígens que aconseguien escapar-se del domini espanyol. En certa manera, això va permetre la subsistència de les tradicions, la identitat i l'idioma d'aquestes cultures fins als nostres dies.
La rebel·lió de Presbere se segueix considerant com la màxima acció de protesta de l'indígena talamanqueny davant la submissió espanyola. Encara amb la captura dels 700 indígenes, des del punt de vista d'aquests la rebel·lió va ser un èxit, ja que els espanyols van haver d'abandonar la regió del Carib sud com a conseqüència, cosa que va permetre a Talamanca recuperar la seva independència i sobirania . El nom de Presbere va quedar gravat en la memòria col·lectiva dels indígenes talamanquenys com a símbol de la resistència davant els invasors forasters.
Dimecres 19 de març de 1997, l'Assemblea Legislativa de Costa Rica va declarar a Pablo Presbere «defensor de la llibertat dels pobles indígenes». Pablo Presbere va ser declarat «benemèrit de la pàtria» a l'àrea de «defensors de la llibertat» per Llei 7669 del 9 d'abril de 1997, publicat al diari oficial La Gaceta n. 3 del 9 de maig de 1997.
A Costa Rica se li han dedicat diversos monuments: un de 3,12 m d'alt, fet en coure, que es troba davant de la Municipalitat de Limón, inaugurada el 1993, i un altre que és un bust de bronze que es troba al pati de l'Assemblea Legislativa de Costa Rica